# Clearco di Sparta
Clearco di Sparta, figlio di Ranfia (in greco antico: Κλέαρχος?, Kléarchos; Sparta, metà del V secolo a.C. – Assiria, 401 a.C.) è stato un mercenario e militare spartano, comandante dei Diecimila durante la prima parte della spedizione.

## Biografia

### Nell'Ellesponto
Nel congresso che gli Spartani tennero a Corinto, nel 412 a.C., Clearco fu nominato comandante nell'Ellesponto poiché Chio e Lesbo avrebbero dovuto essere prese agli Ateniesi, e nello stesso anno venne affidato il potere di mandare un esercito in Ellesponto comandato da Clearco agli undici commissari che erano stati inviati da Sparta per controllare i comportamenti di Astioco.
Nel 410 a.C. partecipò alla battaglia di Cizico come luogotenente di Mindaro, guidando l'ala opposta a Trasibulo.
Nello stesso anno, su proposta di Agide II, fu inviato a Calcedonia e a Bisanzio, con cui aveva stretto rapporti di ospitalità, per bloccare le forniture ateniesi di grano in quella zona, e di conseguenza stabilì la sua residenza a Bisanzio come armosta. Quando la città fu assediata dagli Ateniesi, nel 408 a.C., Clearco riservò tutte le riserve di cibo, quando divennero scarse, per i soldati spartani, facendo di conseguenza patire la fame agli abitanti; questo, insieme al carattere tirannico del suo governo, fece arrendere al nemico alcuni abitanti della città, che per questo vennero giustificati dai giudici spartani quando vennero citati in giudizio per presunto tradimento.
Al momento della resa Clearco si trovava in Asia Minore per ottenere soldi dal satrapo Farnabazo per raccogliere un esercito sufficiente per levare l'assedio. Venne poi multato per la perdita della città.
Nel 406 a.C. combatté nella battaglia di Arginuse e fu nominato da Callicratida come l'uomo più adatto ad essere un comandante, se egli stesso avesse dovuto essere ucciso.

### Esiliato da Sparta
Alla fine della guerra del Peloponneso, Clearco, non amante della pace, convinse gli Spartani a mandarlo come generale in Tracia per proteggere i Greci della regione dai Traci. Ma quando raggiunse l'istmo, gli Efori si pentirono della loro decisione e inviarono un messo per richiamarlo in patria; Clearco, però, contro il volere di Sparta, procedette verso l'Ellesponto, e venne perciò condannato a morte dalle autorità spartane.
A Bisanzio, dove pose la sua residenza, si comportò con grande crudeltà, e, dopo aver messo a morte molti dei più influenti cittadini e sequestrato i loro beni, raccolse un corpo di mercenari e si impadronì della città.
Gli Spartani, secondo Diodoro, dopo aver protestato senza alcun risultato, inviarono un contingente contro di lui sotto il comando di Pantoide, e Clearco, ritenendo che non fosse più sicuro di rimanere a Bisanzio, si ritirò a Selimbria. Qui fu assediato e sconfitto, ma fuggì di notte, passando per l'Anatolia e giungendo alla corte di Ciro.
Il principe, il cui obiettivo era quello di raccogliere più truppe possibili per la sua spedizione prevista contro il fratello Artaserse senza destare molti sospetti, diede a Clearco una grossa somma di denaro, con la quale lo Spartano raccolse dei mercenari che impiegò, mentre Ciro non ne aveva bisogno, per proteggere i Greci del Chersoneso Tracico dagli attacchi dei barbari confinanti.
Plutarco dice che ricevette anche un ordine da Sparta per promuovere dovunque andasse la raccolta delle truppe di Ciro; questa riflessione è però poco attendibile dal momento che pendeva sulla sua testa un ordine di morte.

### Spedizione dei Diecimila
Quando il principe partì per la sua spedizione, Clearco lo raggiunse a Celene, in Frigia, con un corpo di 2000 uomini in tutto, essendo, secondo Senofonte, l'unico Greco a conoscenza delle reali intenzioni del principe. Quando queste si vennero a sapere, i Greci rifiutarono di proseguire la marcia, e Clearco, tentando di costringere le proprie truppe a procedere, scampò per poco la lapidazione per mano loro. Poi, gradualmente, tentò di entrare nelle loro grazie, dimostrando tutte le differenze tra lui e Ciro, facendo capire a poco a poco non solo alle proprie truppe, ma a tutto l'esercito di mercenari, quanto sarebbe stato difficile disertare da Ciro, vista la lontananza dalla patria; così indusse l'armata a continuare ad avanzare.
Quando Oronte fu citato in giudizio per tradimento, Clearco fu il solo Greco ammesso a giudicarlo e fu il primo a consigliare di condannare a morte l'imputato.
Durante la battaglia di Cunassa, nel 401 a.C., comandò l'ala destra dei Greci, che fiancheggiava l'Eufrate; da questa posizione ritenne pericoloso ritirarsi, in quanto una tale mossa lo avrebbe esposto al rischio di essere circondato, e non obbedì alle indicazioni di Ciro, che gli aveva chiesto di puntare al centro dello schieramento nemico. Plutarco gli imputa un'eccessiva cautela e gli attribuisce la sconfitta nella battaglia.
Quando i Greci iniziarono la ritirata, Clearco fu tacitamente riconosciuto il loro comandante supremo e in questa veste dimostrò le sue doti di prudenza e di energia, nonché grande severità nella conservazione della disciplina. Alla fine, però, desideroso di giungere ad una migliore comprensione con Tissaferne e di placare i sospetti che, nonostante il trattato tra lo Spartano ed il satrapo, erano sorti tra i soldati Greci, Clearco chiese un colloquio con il Persiano, il cui risultato fu un accordo per punire chi, in entrambi gli schieramenti, aveva sparso le maldicenze. Tissaferne promise che, se Clearco avesse portato da lui i suoi colleghi strateghi, avrebbe indicato i colpevoli della diffusione dei sospetti tra le sue truppe.
Clearco cadde nella trappola e convinse quattro strateghi e venti locaghi ad accompagnarlo al campo persiano. Gli strateghi furono fatti entrare e catturati, mentre gli altri, che aspettavano fuori dalla tenda di Tissaferne, furono massacrati. Clearco ed i suoi colleghi furono portati alla corte di Artaserse e, nonostante gli sforzi della regina madre Parisatide, che stava dalla parte dei mercenari, vennero tutti decapitati, ad eccezione di Menone di Farsalo, che perì tra atroci torture.
Su questo punto Senofonte e Ctesia a grandi linee sono d'accordo, ma, prendendo spunto dall'ultimo, Plutarco riporta diverse altre storie: una di queste racconta che, mentre i corpi degli altri generali vennero divorati da cani ed uccelli, un forte vento portò su Clearco un cumulo di sabbia, intorno al quale, in un breve lasso di tempo, sorse un boschetto di palme, così che il Gran Re si pentì quando seppe che aveva ucciso un favorito degli dei.
L'armata di mercenari, senza guida e allo sbando in un territorio nemico, riuscì comunque a ritornare in patria, un'epopea immortalata da Senofonte nella sua Anabasi.

## Personalità
Clearco viene descritto da Senofonte, nell'Anabasi, come un uomo "che ha la guerra nel sangue": pronto a tutto pur di combattere, amava il pericolo e rimaneva lucido anche nelle situazioni più drammatiche.
Anche con la severità, affiancata dal suo aspetto severo, si faceva rispettare in ogni momento e circostanza; puniva con durezza, ma sempre con un motivo.
Senofonte scrive che nei momenti di pericolo tutti gli obbedivano, ma, non appena si poteva, lo lasciavano: tutti quelli che lo seguivano lo facevano per obbedienza, non tanto per amicizia o benevolenza. Era un comandante ideale, ma poco disposto a sottostare agli ordini degli altri.